# Isanthrene pentagona
Isanthrene pentagona là một loài bướm đêm thuộc phân họ Arctiinae, họ Erebidae.